# 美国往事
《美国往事》是一部1984年意大利、美國合拍的史詩犯罪剧情電影，由意大利導演赛尔乔·莱翁内執導和共同編劇。主演是罗伯特·德尼罗和詹姆斯·伍兹。改编自哈利·格雷的小说《The Hoods》，讲述了美国纽约市犹太人聚集区的几个青少年逐步成长为黑帮大佬的故事，展示出20世纪20年代至60年代美国都市生活的缩影。
本片是导演赛尔乔·莱翁内「美国三部曲」的最后一部，出色之處就在於其敘事風格，捨棄了好莱坞的典型「線性叙事」结构，採用了「非線性敘事」結構，使得本片成為經典。本片以面条与麥克斯的纠葛为中心，穿插不同年代的多个事件，場景在主角的老、中、青三個不同年代的時空中穿插變換，映现出近40年间美国大都市社会生活的变迁。影片1985年曾荣获BAFTA最佳配乐及最佳服装设计和入圍提名第42屆金球獎最佳导演及最佳原創配樂獎。

## 剧情
1933年的一个晚上，三个暴徒寻找一个名叫“面条”的人，折磨人们获取信息。他们进入一家哇扬皮影偶戏戏院，戏院老板溜进大楼内一个隐蔽的鸦片馆，警告面条。面条麻木不仁，吸毒成瘾，手里拿着一份关于私酒贩帕特里克·戈德堡、菲利普·斯特恩和马克西米利安·博科维奇去世的报纸，面条回忆起看到警察移走他们的尸体时，麦克斯被烧得面目全非。面条躲过了暴徒们的追捕，离开了这座城市，一无所有。
1918年，大卫·“面条”·阿伦森和他的朋友“糊涂蛋”·戈德堡、“斗鸡眼”·斯特恩以及多米尼克在曼哈顿下东区街头流浪，为当地黑帮老大巴格西打下手。麦克斯挫败了四个人的一次抢劫，但赃物被腐败的警察惠特尼偷走了。后来，他们敲诈了这名警察，发现他与一名未成年妓女佩姬发生性关系，这五个黑帮分子组成了一个帮派，得到了与巴格西同等级别警察的保护，麦克斯和面条成了最好的朋友。
五人的团伙按照面条的想法，实现了隐蔽的私酒贩卖，地位不断上升，他们把一半的收入藏在火车站的储物柜里，把钥匙交给了“胖子”·摩，另一个没有直接参与他们活动的朋友。面条爱上了摩的妹妹黛博拉，黛博拉梦想成为一名舞蹈演员。黑帮老大巴格西现在成为了五人团伙的对手，他最终伏击了这些男孩，开枪杀死了最小的多米尼克，多米尼克死在了面条的怀里。年轻的面条一怒之下杀死了巴格西，刺伤了一名警察，并被判入狱。
面条在1930年获得释放，并与他的三位朋友重新团聚，他们现在是禁酒令期间生意兴隆的私酒贩子。出狱的面条和三位朋友的第一份工作，是利用一名珠宝员工和一名叫做卡罗尔的妓女作为线人进行钻石抢劫。在抢劫过程中，卡罗尔刺激面条殴打了自己，之后面条强奸了她；后来卡罗尔成了麦克斯的情妇。这次抢劫是由一位全国犯罪集团的人委托的，目的是消除竞争，这让面条很不满。面条与麦克斯不同，他不喜欢等级制度，也缺乏政治野心。后来面条的团伙为国际卡车司机兄弟会的工会主席吉米·奥唐纳提供保护，但面条后来拒绝了麦克斯加深这些关系的计划。
为了与黛博拉建立真正的亲密关系，面条带她进行了一次奢华的约会，并知道了她在好莱坞发展事业的计划。在他们回来的路上，沮丧的面条在豪华轿车里强奸了黛博拉。后来，当他看着黛博拉坐上开往加利福尼亚的火车时，他注意到黛博拉的冷漠。
面条团伙的成功在1933年因为禁酒令的废除而终结。麦克斯建议抢劫纽约联邦储备银行，面条和卡罗尔认为这是一次自杀任务。卡罗尔说服面条将较轻的罪行告知警方，希望短暂的监禁能打消麦克斯的野心。面条报警后，麦克斯在一场看似即兴的争吵中将面条打晕。这导致了电影序言中显示的事件：在恢复意识并得知麦克斯、糊涂蛋和斗鸡眼被警察杀死后，一个充满内疚的面条躲在鸦片馆里。他救了胖子摩，但发现自己的新女友伊芙被谋杀了，火车站储物柜的钱也不见了。随着面条的帮派成员被杀死，他自己也被全国犯罪集团暴徒追捕，面条使用化名定居在水牛城。
1968年，面条被告知，以色列之家会堂的公墓正在重建，并被要求重新安葬任何人。经过询问，写信的拉比告诉面条，他的三个死去朋友的尸体已经被转移到河谷镇。面条意识到有人推断出了他的身份，他回到曼哈顿，与胖子摩住在一起。在河谷镇的墓地内，面条找到了一把通往火车站储物柜的钥匙，面条又发现墓地纪念碑的文字说墓地是面条自己建造的。
储物柜里放着一个装满钱的手提箱和一张纸条，上面写着这是他面条下一份工作的首付。面条看到了美国商务部长克里斯托弗·贝利遇刺未遂的新闻，报告显示，仍然是卡车工会主席的吉米·奥唐纳与贝利的腐败丑闻保持了距离。面条在贝利基金会经营的养老院找到了卡罗尔。她告诉面条，麦克斯操纵他们向警方通风报信，并首先开枪，希望自己英年早逝，而不是像麦克斯的父亲那样被关进精神病院。
面条在养老院的一张照片中看到了黛博拉，他找到了黛博拉，她还是一名演员。面条告诉她，自己被邀请到贝利的住宅参加聚会。黛博拉承认自己是贝利的情人，并恳求面条在他面临伤害性的真相之前离开。面条无视黛博拉的建议，在房间外面看到了贝利的儿子，他和年轻的麦克斯显然很像。
在聚会上，面条遇到了贝利，贝利透露自己实际上就是麦克斯，他在警察和全国犯罪集团的帮助下假死，偷走了四人帮派的钱，并将自己重塑为白手起家、与卡车司机工会有联系的政治家。麦克斯证实，他早在几年前就让黛博拉做了自己的情妇。面对毁灭和卡车司机的刺杀，麦克斯告诉面条，面条的工作就是杀死自己。面条固执地以贝利的身份称呼他，拒绝了杀死麦克斯，并解释说在他眼中，麦克斯是和帮派一起死的。当面条离开庄园时，一辆垃圾车启动了，一名男子，大概是麦克斯，从入口走向面条，直到卡车从他们之间经过。面条看到卡车的螺旋输送器在搅拌垃圾，但这名男子之后却不见踪影。
镜头回到1933年，面条在朋友去世后进入鸦片馆，吸食毒品，咧嘴大笑。

## 演員
- 羅拔·迪尼路 飾演 大卫·阿伦森，绰号麵條（英语：David "Noodles" Aaronson）
  - Scott Tiler 飾演 年輕的麵條
- 詹姆斯·伍兹 飾演 马克西米利安·“麥克斯”·博科维奇 Maximillian "Max" Bercovicz
  - 羅斯提·雅各布斯（英语：Rusty Jacobs） 飾演 年輕的麥克斯/大衛·贝利
- 伊丽莎白·麦戈文 飾演 黛博拉·吉利（Deborah Gelly）
  - 珍妮佛·康納莉 飾演 年輕的黛博拉
- 崔特·威廉斯 飾演 吉米·康威·奥唐纳  Jimmy O'Donnell
- 塔斯黛·韦尔德 飾演 卡罗尔（Carol）
- 博特·楊（英语：Burt Young） 飾演 乔· 莫纳尔迪（Joe Monaldi）
- 喬·佩西 飾演 弗朗西斯·“弗兰基”· 莫纳尔迪（Frankie Monaldi）
- 丹尼·愛羅 飾演 警察局長艾罗 Aiello
- 威廉·佛塞 飾演 菲利普·“斗鸡眼”·斯特恩 Philip 'Cockeye' Stein
  - Adrian Curran 飾演 年輕的斗鸡眼
- 詹姆斯·海登（英语：James Hayden） 飾演  帕特里克·“糊涂蛋”·戈德堡 Patrick 'Patsy' Goldberg
  - 布萊恩·布魯姆（英语：Brian Bloom） 飾演 年輕的糊涂蛋
- 达兰妮·弗鲁格（英语：Darlanne Fluegel） 飾演 伊妋（Eve）
- Larry Rapp 飾演 “胖子”摩·吉利（Fat Moe Gelly）
  - Mike Monetti 飾演 年輕的“胖子”摩
- 理查德·弗让吉饰演 “放屁脸”·惠特尼 警官
- 理察·布賴特（英语：Richard Bright (actor)） 飾演 “公鸡”·乔Chicken Joe
- Amy Ryder 飾演 佩姬（Peggy）
  - 茱莉·寇恩（英语：Julie Cohen） 飾演 年輕的佩姬
- Olga Karlatos（英语：Olga Karlatos） 飾演 Woman in the Puppet Theatre
- Noah Moazezi 飾演 多米尼克  Dominic
- 詹姆斯·鲁索（英语：James Russo） 飾演 巴格西 Bugsy

## 制作

### 发展
1960年代中期，赛尔乔·莱翁内读到了哈利·格雷的小说《The Hoods》。哈利·格雷是化名，其真名是哈利·戈德堡（Harry Goldberg），曾经是黑帮组织的线人。1968年，在拍完《西部往事》后，莱翁内多次试图联系哈利，均未取得成功。后来哈利·格雷观看了赛尔乔·莱翁内镖客三部曲，最终同意与莱翁内在曼哈顿的一家酒吧见面。为了能从哈利的视角来了解美国社会，两人在1960-70年代中又多次见面。莱翁内打算再拍一个美国三部曲，因此他拒绝了派拉蒙影业提议他执导《教父》的邀请。

### 选角
在影片漫长的选角过程中，莱翁内考虑了众多的演员。1975年初，莱翁内决定由热拉尔·德帕迪约饰演麦克斯，尚·嘉宾饰演老年麦克斯。并由李察·德雷福斯和詹姆斯·卡格尼分饰面条和老年面条。为了演好角色，热拉尔·德帕迪努力学习布鲁克林地区的英语发音。对麦克斯这一角色，莱翁内考虑了德斯汀·荷夫曼、乔恩·沃伊特、哈维·凯特尔、约翰·马尔科维奇和約翰·貝魯什。
1981年早期，在看过波姬·小丝出演的《蓝色珊瑚礁》后，莱翁内认为波姬“具有饰演一个成熟角色的潜力”，并提议由她来饰演黛博拉。但是因为当时的作家罢工运动，选角工作被迫拖延，波姬在试演之前退出了选角。莱翁内最终决定由伊丽莎白·麦戈文饰演黛博拉，珍妮佛·康納莉饰演年轻时的黛博拉。
乔·佩西也试演了麦克斯，最后部分因为罗伯特·德尼罗的推荐，他获得了一个小角色弗兰奇的戏份。丹尼·愛羅试演了几个角色，最后莱翁内决定让他扮演影片中的警长。出演《西部往事》的克勞蒂雅·卡汀娜想饰演影片中的卡蘿，但是莱翁内因为担心她演的并不像纽约人而拒绝了她。

## 美國三部曲
- 1968年：《西部往事》（Once Upon a Time in the West）
- 1971年：《革命往事（英语：Giù la testa）》（A Fistful of Dynamite / Once Upon a Time... the Revolution）
- 1984年：《美国往事》（Once Upon a Time in America）

## 外部連結
- 互联网电影数据库（IMDb）上《美国往事》的资料（英文）
- TCM电影资料库上《美国往事》的资料（英文）
- AllMovie上《美国往事》的资料（英文）
- 爛番茄上《美国往事》的資料（英文）
- Box Office Mojo上《美国往事》的資料（英文）